# World Party
World Party is een Britse rockband, zijnde het soloproject van de Welshe muzikant Karl Wallinger. De band kende zijn grootste populariteit eind jaren 80 en begin jaren 90. Op de albums van World Party liet Wallinger zich bijstaan door gastmuzikanten. World Party is vooral bekend van de hits Way down now uit 1990 en Is it like today uit 1993.

## Biografie
Karl Wallinger begon met zijn project World Party, nadat hij eind 1985 uit The Waterboys was gestapt. Geïnspireerd door groepen uit de jaren 60 als The Beatles, The Rolling Stones en The Beach Boys en artiesten als Junior Walker, Bob Dylan, Neil Young en Prince wilde Wallinger zelf geëngageerde (ecologistische) nummers opnemen. De naam World Party (Wereldpartij) straalde dit engagement uit. Zijn debuutalbum Private revolution werd een redelijk succes en de single Ship of fools een bescheiden hit. Vooral in Australië was het nummer erg succesvol.
De opvolger Goodbye Jumbo werd in 1990 uitgebracht en was zowel artistiek als commercieel een verbetering. De singles Way down now en Put a message in the box werden grote hits in Billboards modern rock tracks-hitlijst (Way down now werd zelfs nummer 1) en ook het album verkocht goed. Het werd door het muziektijdschrift Q verkozen tot album van het jaar en genomineerd voor een Grammy Award in de categorie beste alternatieve muziek-album. Deze prijs ging uiteindelijk naar I Do Not Want What I Haven't Got van Sinéad O'Connor, waaraan Wallinger had meegewerkt. Met zijn derde album Bang! uit 1993 wist Wallinger zijn succes te behouden. Het album kreeg goede kritieken en haalde in zijn thuisland de tweede plaats in de albumlijst, achter Automatic for the people van R.E.M. Ook de single Is it like today is met een 19e plaats in de UK Singles Chart de grootste hit in zijn thuisland.
Daarna begon het succes van World Party af te nemen. In 1996 neemt Wallinger na de dood van zijn moeder zijn vierde album Egyptology op. Vanaf dat moment begonnen Wallinger stootte Wallinger keer op keer op pech. De single Beautiful dream werd slechts een klein hitje. Het album bevatte echter ook het nummer She's the one, dat Wallinger voor de gelijknamige film geschreven had. Tom Petty, die de leiding over de soundtrack had, besloot echter alleen zijn eigen nummers voor de soundtrack te gebruiken. Uiteindelijk kwam het nummer wel terecht op de soundtrack van de wat minder succesvolle film The Matchmaker uit 1997. In 1999 werd She's the one gecoverd door Robbie Williams, die net als World Party bij EMI zit. Guy Chambers, die aan Egyptology had meegewerkt, had zonder dat Wallinger het wist met dezelfde groep muzikanten als in World Party's versie het nummer met Williams opgenomen. Robbie Williams scoorde vervolgens een nummer 1-hit met She's the one en kreeg er een Brit Award voor beste single en video voor. Wallinger hield gemengde gevoelens over aan het succes dat Williams had met zijn nummer. Jaren later schreef Wallinger op zijn website de metafoor: "Robbie Williams heeft mijn varken gestolen en vermoord, maar heeft me genoeg bacon gegeven om vier jaar van te leven."
Na Wallingers vertrek bij EMI bleef World Party's vijfde album Dumbing up uit 2000, uitgeven op zijn eigen Seaview Records, vrijwel onopgemerkt. In februari 2001 kreeg Wallinger na een lange fietstocht op vakantie in Cambridge last van ernstige hoofdpijn en stortte in. Hij werd opgenomen in het ziekenhuis en bleek een aneurysma te hebben waardoor hij lange tijd niet kon praten. Na een lange rehabilitatie werd er in 2006 weer leven in World Party geblazen. Wallinger had de rechten op de albums van World Party verworven en kon ze dat jaar onder zijn eigen label opnieuw uitbrengen. Zijn laatste album bracht hij met een gewijzigde tracklist en een bonus-dvd uit. In 2007 volgden het verzamelalbum Best of show en een tournee door Australië en Nieuw-Zeeland, samen met Steely Dan.
In oktober 2018 kondigde Wallinger een nieuw World Party-album aan voor 2019. Op 10 maart 2024 overleed Wallinger op 66-jarige leeftijd.

## Discografie

### Albums
| Album met eventuele hitnotering(en) in de Nederlandse Album Top 100 | Datum van verschijnen | Datum van binnenkomst | Hoogste positie | Aantal weken | Opmerkingen |
| ------------------------------------------------------------------- | --------------------- | --------------------- | --------------- | ------------ | ----------- |
| Goodbye Jumbo                                                       |                       | 2-6-1990              | 40              | 11           |             |
| Bang                                                                |                       | 8-5-1993              | 29              | 14           |             |

### Singles
| Single met eventuele hitnotering(en) in de Nederlandse Top 40 | Datum van verschijnen | Datum van binnenkomst | Hoogste positie | Aantal weken | Opmerkingen |
| ------------------------------------------------------------- | --------------------- | --------------------- | --------------- | ------------ | ----------- |
| Ship of fools                                                 |                       | 16-5-1987             | 35              | 3            |             |
| Way down now                                                  |                       | 30-6-1990             | 10              | 6            |             |
| Is it like today                                              |                       | 10-4-1993             | tip             |              |             |